# Сингапур на Сурдлимпийских играх
Сингапур участвует в летних Сурдлимпийских играх с Игр 2001 года (не участвовали в Играх 2022 года), в зимних Сурдлимпийских играх до настоящего времени не участвовали. По состоянию на настоящее время, медалей на Играх ещё не выигрывали.